# Maar (Lauterbach)
Maar is een plaats in de Duitse gemeente Lauterbach (Hessen), deelstaat Hessen, en telt 1.822 inwoners (30-06-2006).

## Galerij

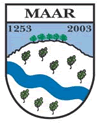
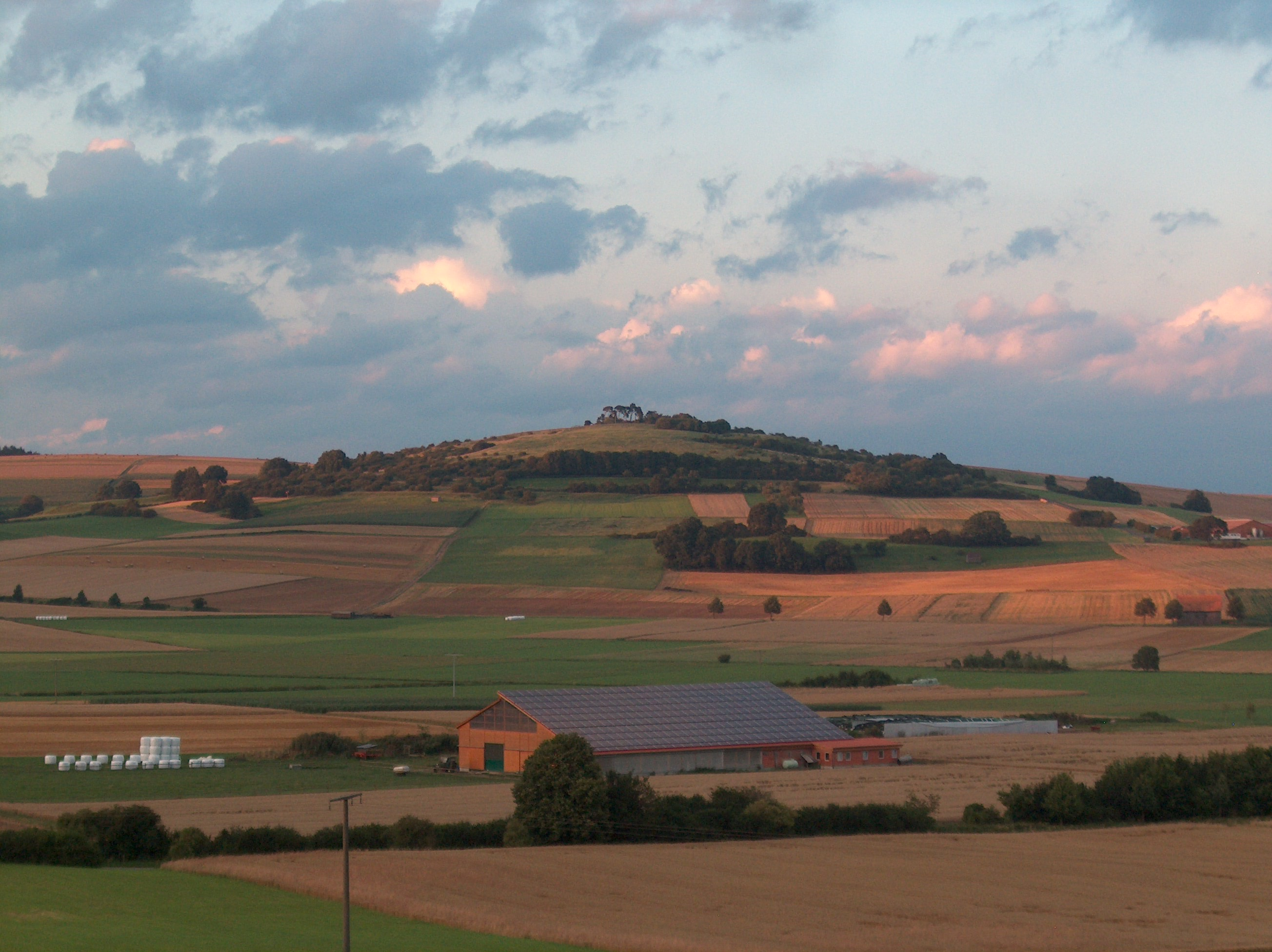
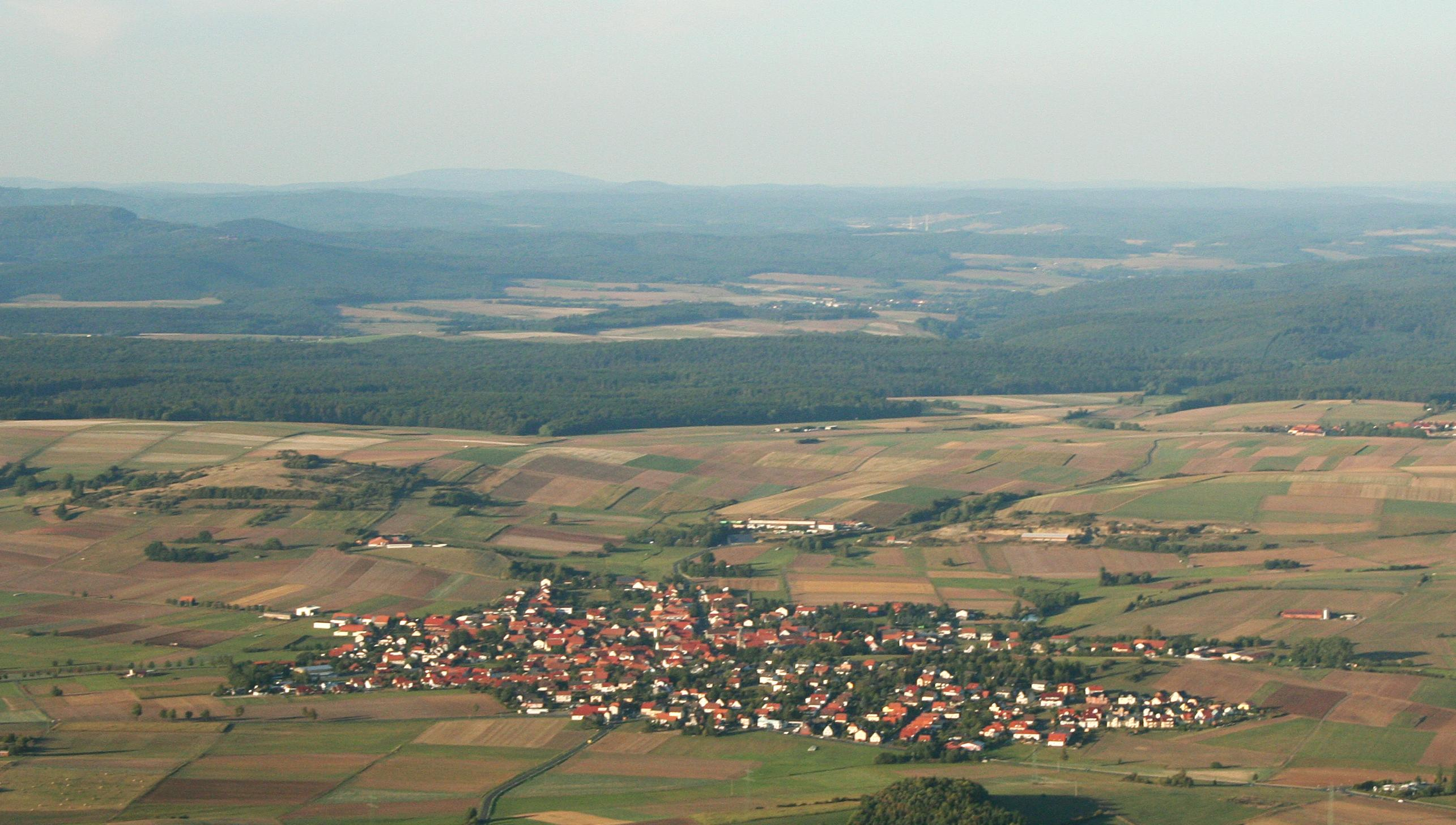
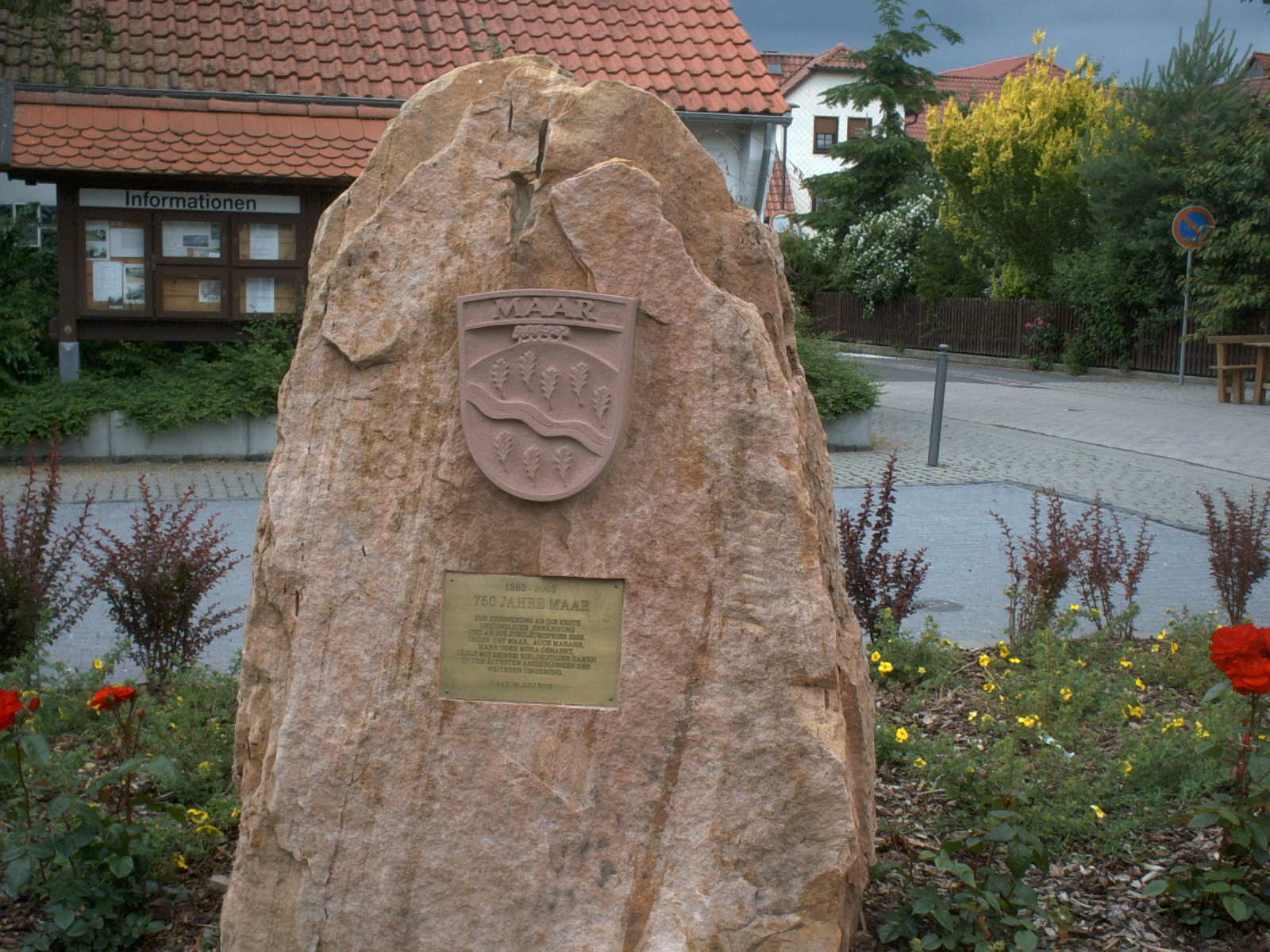